# Гамильтон (округ, Небраска)
Округ Гамильтон (англ. Hamilton County) — округ, расположенный в штате Небраска (США) с населением в 9124 человека по статистическим данным переписи 2010 года. Столица округа находится в городе Орора.

## История
Округ Гамильтон был образован в 1867 году и получил своё официальное название в честь политического деятеля США Александра Гамильтона.

## География
По данным Бюро переписи населения США округ Гамильтон имеет общую площадь в 1417 квадратных километров, из которых 1409 кв. километров занимает земля и 8 кв. километров — вода. Площадь водных ресурсов округа составляет 0,57 % от всей его площади.

### Соседние округа
- Меррик (Небраска) — север
- Полк (Небраска) — северо-восток
- Йорк (Небраска) — восток
- Клей (Небраска) — юг
- Холл (Небраска) — запад

## Демография
По данным переписи населения 2000 года в округе Гамильтон проживало 9403 человека, 2676 семей, насчитывалось 3503 домашних хозяйств и 3850 жилых домов. Средняя плотность населения составляла 7 человек на один квадратный километр. Расовый состав округа по данным переписи распределился следующим образом: 98,43 % белых, 0,18 % чёрных или афроамериканцев, 0,12 % коренных американцев, 0,22 % азиатов, 0,56 % смешанных рас, 0,49 % — других народностей. Испано- и латиноамериканцы составили 1,14 % от всех жителей округа.
Из 3503 домашних хозяйств в 37,30 % — воспитывали детей в возрасте до 18 лет, 67,40 % представляли собой совместно проживающие супружеские пары, в 5,90 % семей женщины проживали без мужей, 23,60 % не имели семей. 21,10 % от общего числа семей на момент переписи жили самостоятельно, при этом 10,10 % составили одинокие пожилые люди в возрасте 65 лет и старше. Средний размер домашнего хозяйства составил 2,64 человек, а средний размер семьи — 3,07 человек.
Население округа по возрастному диапазону по данным переписи 2000 года распределилось следующим образом: 29,10 % — жители младше 18 лет, 5,90 % — между 18 и 24 годами, 26,50 % — от 25 до 44 лет, 23,20 % — от 45 до 64 лет и 15,30 % — в возрасте 65 лет и старше. Средний возраст жителей округа составил 38 лет. На каждые 100 женщин в округе приходилось 99,40 мужчин, при этом на каждых сто женщин 18 лет и старше приходилось 96,10 мужчин также старше 18 лет.
Средний доход на одно домашнее хозяйство в округе составил 40 277 долларов США, а средний доход на одну семью в округе — 45 659 долларов. При этом мужчины имели средний доход в 29 238 долларов США в год против 20 308 долларов США среднегодового дохода у женщин. Доход на душу населения в округе составил 17 590 долларов США в год. 5,90 % от всего числа семей в округе и 7,50 % от всей численности населения находилось на момент переписи населения за чертой бедности, при этом 9,80 % из них были моложе 18 лет и 5,40 % — в возрасте 65 лет и старше.

## Основные автодороги
- I 80
- US 34
- Автомагистраль 2
- Автомагистраль 14
- Автомагистраль 66

## Населённые пункты

### Города и деревни
- Орора
- Гилтнер
- Хамптон
- Хордвилл
- Маркветт
- Филлипс
- Стокхэм